# قسمت (فیلم ۱۳۴۹)
قسمت فیلمی به کارگردانی و نویسندگی امیر شروان محصول سال ۱۳۴۹ است.

## خلاصه داستان
بر اثر زلزلهٔ مهیبی شهری از بین می‌رود. پدری دو پسرش را ظاهراً از دست می‌دهد. سالها بعد یکی از آن‌ها وکیل دعاوی و دیگری دزد می‌شود. پدر که کارش وکالت است همه جا در جستجوی پسرش است. مرد شیادی خود را به عنوان پسر او معرفی می‌کند و یکبار که دزد قصد سرقت خانهٔ پدر را دارد با پسر قلابی رو برو شده، مبارزه‌ای درمی‌گیرد و پسر قلابی به قتل می‌رسد. در دادگاه پدر علیه پسرش وارد محاکمه می‌شود. برادر وکیل (پسر دیگر) که از واقعیت روابط آگاه شده، با دفاعش سبب رهایی او می‌شود و در پایان هرسه در کنار هم زندگی تازه‌ای را شروع می‌کنند.

## بازیگران
- منوچهر وثوق
- نیلوفر
- تقی ظهوری
- هوشنگ بهشتی
- نرسی کرکیا
- جمشید هاشم‌پور
- لادن